# 957 Camelia
957 Camelia è un asteroide della fascia principale del diametro medio di circa 73,73 km. Scoperto nel 1921, presenta un'orbita caratterizzata da un semiasse maggiore pari a 2,9188403 UA e da un'eccentricità di 0,0856695, inclinata di 14,77964° rispetto all'eclittica.
Il suo nome fa riferimento alle piante del genere Camelia, che comprende arbusti sempreverdi spesso usati a scopo ornamentale.